# Awesome as Fuck
Awesome as Fuck é um CD/DVD ao vivo da banda de punk rock norte-americana Green Day. Lançado no dia 22 de março de 2011, as músicas são gravações da turnê do álbum 21st Century Breakdown.

## Faixas
CD
1. "21st Century Breakdown"
2. "Know Your Enemy"
3. "East Jesus Nowhere"
4. "Holiday"
5. "¡Viva La Gloria!"
6. "Cigarettes & Valentines"
7. "Burnout"
8. "Going to Pasalacqua"
9. "J.A.R."
10. "Who Wrote Holden Caulfield?"
11. "Geek Stink Breath"
12. "When I Come Around"
13. "She"
14. "21 Guns"
15. "American Idiot"
16. "Wake Me Up When September Ends"
17. "Good Riddance"

DVD
1. "21st Century Breakdown"
2. "Know Your Enemy"
3. "East Jesus Nowhere"
4. "Holiday"
5. "Static Age"
6. "¡Viva La Gloria!"
7. "Boulevard Of Broken Dreams"
8. "Burnout"
9. "Geek Stink Breath"
10. "Welcome to Paradise"
11. "When I Come Around"
12. "My Generation" (Cover The Who)
13. "She"
14. "21 Guns"
15. "American Eulogy"
16. "Jesus of Suburbia"
17. "Good Riddance"
18. "Cigarretes And Valentines (Bonus Dvd)"

## Paradas musicais
| Chart (2011)                          | Peak position |
| ------------------------------------- | ------------- |
| Argentinean Albums (CAPIF)            | 1             |
| Australian Albums (ARIA)              | 69            |
| Australian Music DVD (ARIA)           | 1             |
| Áustria (Ö3 Austria Top 40)           | 8             |
| Bélgica (Ultratop Flandres)           | 19            |
| Bélgica (Ultratop Valônia)            | 20            |
| Canadá (Billboard)                    | 12            |
| Dinamarca (Hitlisten)                 | 17            |
| Países Baixos (Dutch Charts)          | 9             |
| Finlândia (Suomen virallinen lista)   | 20            |
| França (SNEP)                         | 16            |
| Alemanha (Offizielle Deutsche Charts) | 5             |
| Greek Albums (IFPI Greece)            | 9             |
| Hungarian Albums (Mahasz)             | 12            |
| Irlanda (IRMA)                        | 9             |
| Itália (FIMI)                         | 4             |
| Japanese Albums (Oricon)              | 11            |
| Mexican Albums (AMPROFON)             | 12            |
| Noruega (VG-lista)                    | 4             |
| Polish Albums (ZPAV)                  | 17            |
| Portugal (AFP)                        | 8             |
| Escócia (Official Scottish Albums)    | 9             |
| Espanha (PROMUSICAE)                  | 5             |
| Suécia (Sverigetopplistan)            | 9             |
| Suíça (Schweizer Hitparade)           | 11            |
| Reino Unido (Official Albums Chart)   | 14            |
| Reino Unido (UK Rock & Metal Albums)  | 1             |
| Estados Unidos (Billboard 200)        | 14            |
| Estados Unidos (Top Rock Albums)      | 4             |